# Емили Мортимър
Емили Мортимър (на английски: Emily Mortimer) е английска актриса. Някои от филмовите ѝ появи включват „Нотинг Хил“, „Хлапакът“, „Мач пойнт“, „Злокобен остров“ и „Изобретението на Хюго“, а измежду тези в сериали са „Рокфелер плаза 30“ и „Нюзрум“.

## Биография
Родена е на 1 декември 1971 г. в Хамърсмит
Дъщеря е на драматурга Джон Мортимър и втората му съпруга Пенелопе Глосъп. Учи в едно от най-престижните училища в Лондон, а след това продължава в Оксфордския университет, където следва англицистика и русистика от 1990 г. до 1994 г.
През 2002 г. се омъжва за актьора Алесандро Нивола и през 2003 г. се ражда първото им дете. Второто им дете се появява на бял свят през 2010 г.

## Частична филмография
- „Призрака и Мрака“ (1996)
- „Елизабет“ (1998)
- „Нотинг Хил“ (1999)
- „Писък 3“ (2000)
- „Напразни усилия на любовта“ (2000)
- „Хлапакът“ (2000)
- „51-вият щат“ (2001)
- „Езикът на любовта“ (2003)
- „Златната младеж“ (2003)
- „Младият Адам“ (2003)
- „Скъпи Франки“ (2004)
- „Мач пойнт“ (2005)
- „Розовата пантера“ (2006)
- „Париж, обичам те!“ (2006)
- „Ларс и истинското момиче“ (2007)
- „Транссибирски“ (2008)
- „Кървав колан“ (2008)
- „Розовата пантера 2“ (2009)
- „Хари Браун“ (2009)
- „Злокобен остров“ (2010)
- „Колите 2“ (2011)
- „Моят брат е идиот“ (2011)
- „Изобретението на Хюго“ (2011)
- „Рио, обичам те!“ (2014)
- „Нюзрум“ (2012 – 2014)
- „Падингтън в Перу“ (2024)